# Liste bekannter deutscher USA-Emigranten
Diese Liste bekannter deutscher USA-Emigranten enthält die Namen von bekannten Persönlichkeiten, die Deutschland oder einen der Territorialstaaten, aus denen Deutschland hervorgegangen ist, verlassen haben, um sich dauerhaft in den Vereinigten Staaten oder in einer der Kolonien niederzulassen, aus denen die USA ab 1776 hervorgegangen sind.
Sortierkriterium ist das Jahr der Einwanderung in die Vereinigten Staaten. Bei Personen, die vor der Gründung des Deutschen Reichs (1871) ausgewandert sind, ist in Klammern der Herkunftsstaat angegeben.

## 17. Jahrhundert
- 1660 – Jakob Leisler (1640–1691), Kolonist (Frankfurt)
- 1668 – John Lederer (* 1644), Entdecker (Hamburg)
- 1683 – Franz Daniel Pastorius (1651–1719), Schriftsteller, Siedler (Würzburg)
- 1687 – Wilhelm Rittenhausen (1644–1708), Siedler, Papiermacher (Herzogtum Berg)

## 18. Jahrhundert

### 1701–1775

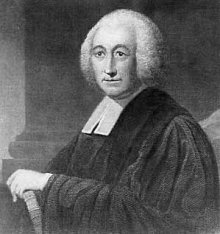
Henry Mühlenberg gilt als Begründer des deutschsprachigen lutherischen Gemeindewesens in den britischen Kolonien.

- 1702 – Jacob C. Gottschalk (1670–1763), Mennonitenführer (Brandenburg)
- 1708 – Josua Harrsch alias Kocherthal (1669–1719), Pfarrer (Kurpfalz)
- 1709 – Conrad Weiser (1696–1760), Siedler (Württemberg)
- 1710 – John Peter Zenger (1697–1746), Publizist und Verleger (Pfalz)
- 1720 – Johann Conrad Beissel (1691–1768), religiöser Führer (Kurpfalz)
- 1737 – John Heister, Vater des Gouverneurs von Pennsylvania Joseph Heister (Schlesien)[1]
- 1738 – John Reister (1715–1804), Siedler, Gründer von Reisterstown, Maryland
- 1741 – Hans Nicolaus Eisenhauer, Vorfahr von Dwight D. Eisenhower (Nassau-Saarbrücken)
- 1742 – Henry Melchior Mühlenberg (1711–1787), lutherischer Geistlicher (Hannover)
- 1746 – John Christopher Hartwick (1714–1796), lutherischer Geistlicher, Gründer des Hartwick College (Sachsen-Gotha)
- 1749 – Henry Stauffer (1724–1777), Siedler (Worms)
- 1750 – Henry William Stiegel (1729–1785), Glasbläser (Köln)
- 1755 – Bodo Otto (1711–1787), Chirurg
- 1770 – Johann Christoph Kunze (1744–1807), Missionar (Sachsen)
- 1775 – David Ziegler (1748–1811), Offizier (Kurpfalz)

### 1776–1800
- 1777 – Friedrich Wilhelm von Steuben (1730–1794), Offizier (Preußen)
- 1784 – John Jacob Astor (1763–1848), Unternehmer (Kurpfalz)

## 19. Jahrhundert

### 1801–1847

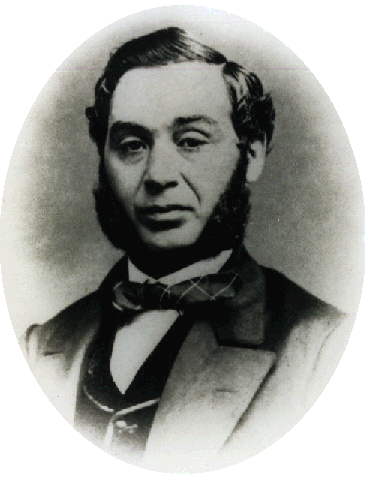
Der aus Buttenheim stammende Unternehmer Levi Strauss gilt als Erfinder der Blue Jeans.

- 1817 – Joseph Bimeler (eigentlich: Bäumler; 1778–1853), religiöser Führer, Gründer von Zoar (Ohio) (Württemberg)[2]
- 1824 – Karl Follen (1796–1840), Schriftsteller (Großherzogtum Hessen)
- 1825 – Emanuel Leutze (1816–1868), Maler (Württemberg)
- 1825 – Friedrich List (1789–1846), Wirtschaftstheoretiker (Freie Reichsstadt Reutlingen; Württemberg)
- 1827 – Francis Lieber (1800–1872), Gelehrter (Preußen)
- 1829 – David Yuengling (1808–1877), Bierbrauer und Gründer von D. G. Yuengling & Son (Württemberg)
- 1831 – John Augustus Roebling (1806–1869), Ingenieur, Konstrukteur der Brooklyn Bridge (Mühlhausen/Thüringen)
- 1832 – Georg Engelmann (1809–1884), Botaniker (Frankfurt)
- 1832 – Theodor Engelmann (1808–1889), Journalist, Zeitungsverleger (Pfalz)
- 1833 – Albert Bierstadt (1830–1902), Maler (Preußische Rheinprovinz)
- 1834 – Robert Justus Kleberg (1803–1888), Jurist (Westfalen)
- 1834 – Ferdinand Lindheimer (1801–1879), Botaniker (Frankfurt)
- 1834 – Albrecht von Roeder (1811–1857), Siedler (Westfalen)
- 1837 – Joseph (1819–1880) und James Seligman (1824–1916), Bankiers (Königreich Bayern)
- 1839 – Martin Stephan (1777–1846), protestantischer Geistlicher (Mähren)
- 1839 – Carl Ferdinand Wilhelm Walther (1811–1887), protestantischer Geistlicher (Sachsen)
- 1840 – Johann Hermann Sanning (1812–1880), Baumeister (Königreich Hannover)
- 1843 – Charles Wimar (1828–1862), Maler (Preußische Rheinprovinz)
- 1844 – Hans von Specht (1825–1913), Siedler (Braunschweig)
- 1844–1850 Hayum (Henry) Lehman, Mitbegründer der  Bank Lehman Brothers  (Rimpar bei Würzburg)
- 1844–1850 Mendel (Emmanuel) Lehman, Mitbegründer der  Bank Lehman Brothers  (Rimpar bei Würzburg)
- 1844–1850 Maier (Mayer) Lehman, Mitbegründer der  Bank Lehman Brothers  (Rimpar bei Würzburg)
- 1845 – Wilhelm Victor Keidel (1825–1870), Arzt (Hannover)
- 1845 – Heinrich Rattermann (1832–1923), Schriftsteller, Zeitschriftenverleger (Königreich Hannover)
- vor 1846 – Ottmar von Behr (1810–1856), Siedler (Anhalt-Köthen)
- 1846 – Hermann Rogalla von Bieberstein (1823–1906), Politiker (Schlesien)
- 1846 – Hermann Ferdinand Rogalla von Bieberstein (1824–1907), Geodät (Schlesien)
- 1846 – Wilhelm Weitling (1808–1871), sozialistischer Aktivist (Provinz Sachsen in Preußen)
- 1847 – Levi Strauss (1829–1902), Textilunternehmer (Bayern)

### 1848–1853
1848

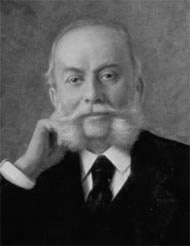
Karl Pfizer gründete 1849 in Brooklyn das heute weltweit größte Pharmaunternehmen Pfizer.

- Adolf Cluss (1825–1905), Architekt (Württemberg; Preußische Rheinprovinz)
- Marcus Goldman (1821–1904), Bankier, zusammen mit Samuel Sachs Mitbegründer von Goldman Sachs (Unterfranken, Königreich Bayern)
- Friedrich Hecker (1811–1881), Politiker (Baden)
- William Pfaender (* 1826), Gründer von New Ulm (Minnesota) (Württemberg)
- Severin Roesen (um 1815-nach 1872), Maler (Preußische Rheinprovinz)
- Paul Weber (1823–1916), Maler
- um 1848 – Karl Pfizer (1824–1906), Pharmaunternehmer (Württemberg)

1849
- Fritz Anneke (1818–1872), Offizier und sozialistischer Aktivist (Preußen; Pfalz), und Mathilde Franziska Anneke (1817–1884), Schriftstellerin, Frauenrechtlerin (Westfalen; Pfalz)
- Emil Annecke (1823–1888), Jurist, Journalist (Westfalen)
- Wilhelm Heine (1827–1885), Maler (Sachsen)
- Ferdinand von Herff (1820–1912), Arzt (Großherzogtum Hessen)
- Salomon Loeb (1828–1903), Bankier (Großherzogtum Hessen)
- Ernst Kapp (1808–1896), Gelehrter (Bayern; Westfalen)
- Nicola Marschall (1829–1917), Maler (Preußische Rheinprovinz)
- Charles Christian Nahl (1818–1878), Maler (Kurfürstentum Hessen)
- Thomas Nast (1840–1902), politischer Karikaturist (Pfalz)
- Peter Joseph Osterhaus (1823–1917), Offizier, Diplomat (Preußische Rheinprovinz)
- August Schönborn (1827–1902), Architekt (Provinz Sachsen in Preußen)
- August Willich (1810–1878), Offizier, sozialistischer Aktivist (Ost-Preußen)

1850
- Lorenz Brentano (1813–1891), Politiker, Diplomat (Baden)
- Elkan Naumburg (1835–1924), Bankier (Bayern)
- Eduard Pelz (1800–1876), Verleger, Politiker, Reiseschriftsteller, 1848 Mitglied des Frankfurter Vorparlaments
- Eduard Georg Schröter (1811–1888), protestantischer Geistlicher (Großherzogtum Hessen)
- Adolph Sutro (1830–1898), Bürgermeister von San Francisco (Preußen)
- nach 1850 – Robert Koehler (1850–1917), Maler (Hamburg)

1851
- Leopold von Gilsa (1824–1870), Offizier (Preußen)
- Theodor Olshausen (1802–1869), schleswig-holsteinischer Politiker im Herzogtum Holstein
- August Siemering (1830–1883), Journalist, Zeitungsverleger (Preußen)
- Heinrich Steinweg (1797–1871), Klavierfabrikant (Königreich Hannover)
- Gustav Struve (1805–1870), politischer Aktivist (Bayern; Baden)
- Joseph Weydemeyer (1818–1866), Journalist, Politiker

1852

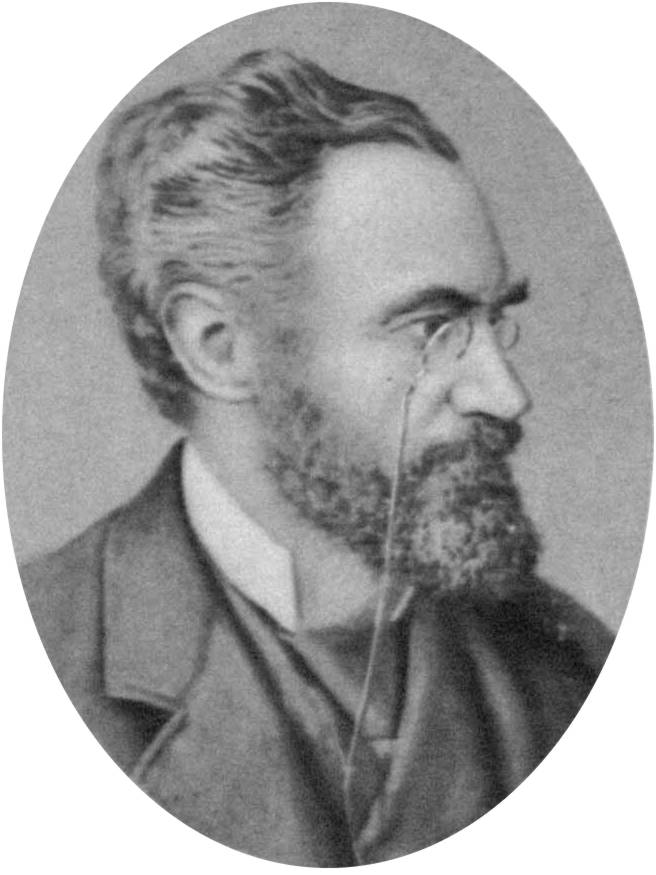
Der aus der preußischen Rheinprovinz gebürtige Revolutionär Carl Schurz war von 1877 bis 1881 US-Innenminister.

- Frederick Beinhorn, Gründer von New Ulm, Minnesota (Württemberg)
- Adolph Douai (1819–1888), Gelehrter, Journalist, Zeitungsverleger (Sachsen-Altenburg)
- Carl Schurz (1829–1906), Politiker (Preußische Rheinprovinz)
- Franz Sigel (1824–1902), Offizier (Baden)
- Friedrich Weyerhäuser (1834–1914), Holzunternehmer (Rheinhessen)

1853
- Heinrich Hilgard (1835–1900), Eisenbahnmagnat (Pfalz)
- Abraham Jacobi (1830–1919), Kinderarzt, Begründer der amerikanischen Pädiatrie
- Rudolph Melchior (1836–1867), Siedler (Preußische Provinz Sachsen)
- Andreas Friedrich Trenckmann (1809–1883), Siedler (Preußische Provinz Sachsen)

### 1854–1870
- 1854 – Hans Kudlich (1823–1917) Abgeordneter der ersten Deutschen Nationalversammlung in der Frankfurter Paulskirche (Schlesien)
- 1854 – Dankmar Adler (1844–1900), Architekt (Thüringen)
- 1855 – Adolf Neuendorff (1843–1897), Komponist (Hamburg)
- 1857 – Samuel Adler (1809–1891), Reformrabbiner (Großherzogtum Hessen)
- 1857 – Peter Conrad Nagel (1825–1911), katholischer Geistlicher (Westfalen)
- 1858 – John Janssen (1835–1913), katholischer Geistlicher (Preußische Rheinprovinz)
- 1859 – Edward Sobolewski (1808–1872), Komponist (Ostpreußen)
- 1864 – Oscar Hammerstein I (1847–1919), Theaterproduzent (Provinz Pommern in Preußen)
- 1865 – George Henry Griebel (1846–1933), Architekt (Preußen)
- 1865 – Jakob Heinrich Schiff, Bankier (Frankfurt)
- 1866 – Henry Morgenthau senior (1856–1946), Diplomat (Pfalz)
- 1867 – Moses Alexander (1853–1932), Politiker (Bayern)
- 1868 – Adolph Coors (1847–1929), Brauereiunternehmer (Preußen)
- 1868 – Bernhard Ziehn (1845–1912), Musikwissenschaftler (Thüringen)
- 1868 – Wilhelm Böing, Vater von William Edward Boeing, geboren als Wilhelm Eduard Böing, Begründer der Boeing-Flugzeugwerke (Limburg an der Lenne (heute der Hagener Stadtteil Hohenlimburg) im Sauerland)

### 1871–1900 (Deutsches Reich)

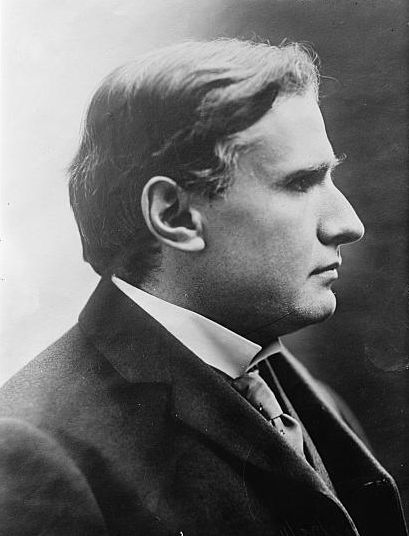
Walter Damrosch kam im Alter von 9 Jahren in die USA und wurde dort Dirigent und Komponist wie sein Vater Leopold Damrosch.

- 1871 – Leopold Damrosch (1832–1885), Dirigent
- 1871 – Walter Damrosch (1862–1950), Dirigent
- 1872 – Maximilian Berlitz (1852–1921), Sprachpädagoge
- 1872 – Ottmar Mergenthaler (1854–1899), Erfinder
- 1872 – August Spies (1855–1887), Journalist, sozialistischer Funktionär
- 1873 – Augusta Holtz (1871–1986), deutsch-US-amerikanische Altersrekordhalterin
- 1873 – Joseph Herzfeld (1853–1939), Politiker
- 1873 – Friedrich Gretsch (1856–1895), Produzent von Tamburinen, Banjos und Schlagzeugen, später Gitarren
- 1876 – Bertha von Hillern (1857–1939), Leichtathletin des Pedestrianismus und Landschaftsmalerin
- 1877 – Antonio Knauth (1855–1915), Rechtsanwalt
- 1880 – Otto Reimer (1841–1892), Gewerkschafter, Politiker
- 1881 – Friedrich Wilhelm Fritzsche (1825–1905), Gewerkschafter, Politiker
- 1881 – Wilhelm Hasselmann (1844–1916), Politiker
- 1881 – Charles Martin Loeffler (1861–1935), Komponist
- 1881 – Julius Vahlteich (1839–1915), Politiker
- 1882 –  Lee Lawrie (1877–1963), Bildhauer
- 1882 – Johann Most (1846–1906), Politiker
- 1884 – Carl Laemmle (1867–1939), Filmproduzent
- 1884 – Alfred Wagenknecht (1881–1956), Politiker
- 1885 – August und Friedrich Düsenberg, Gründer der Duesenberg Motor Company (DMC)
- 1885 – Robert F. Wagner (1877–1953), Politiker
- 1885 – Friedrich Trump (1869–1918), Unternehmer, Großvater von Donald Trump
- 1887 – Ehrhardt Koch (1886–1954), Fabrikant
- 1888 – Adolph Germer (1881–1964), Politiker
- 1889 – Charles P. Steinmetz (1865–1923), Elektroingenieur
- 1890er Jahre – Max Davidson (1895–1950), Filmschauspieler
- 1891 – Hugo Bertsch (1851–1935), Schriftsteller
- 1891 – Jacques Loeb (1859–1924), Physiologe
- 1891 – Wilhelm Middelschulte (1863–1943), Komponist
- 1893 – Otto Hermann Kahn (1867–1934)
- 1893 – L. E. Katterfeld (1881–1974), Politiker
- 1895 – Arnold Genthe (1869–1942), Fotograf
- 1895 – Friedrich August Stock (1872–1942), Dirigent
- 1896 – Louis Viereck (1851–1922), Politiker, Journalist

## 20. Jahrhundert

### 1901–1918
- 1902 – Paul Moritz (1868–1932) und James Warburg (1896–1969), Bankiers
- 1903 -- Richard Hellmann (1876–1971), Unternehmer
- 1906 -- Emerenz Meier  1874–1928, Schriftstellerin
- 1907 – Max Kade (1882–1967), Pharmaunternehmer
- 1908 – Max Bedacht (1883–1972), Politiker
- vor 1911 – John Steppling (1870–1932), Filmschauspieler
- vor 1911 – Leo White (1882–1948), Schauspieler
- vor 1916 – Paul Weigel (1867–1951), Filmschauspieler

### 1919–1932

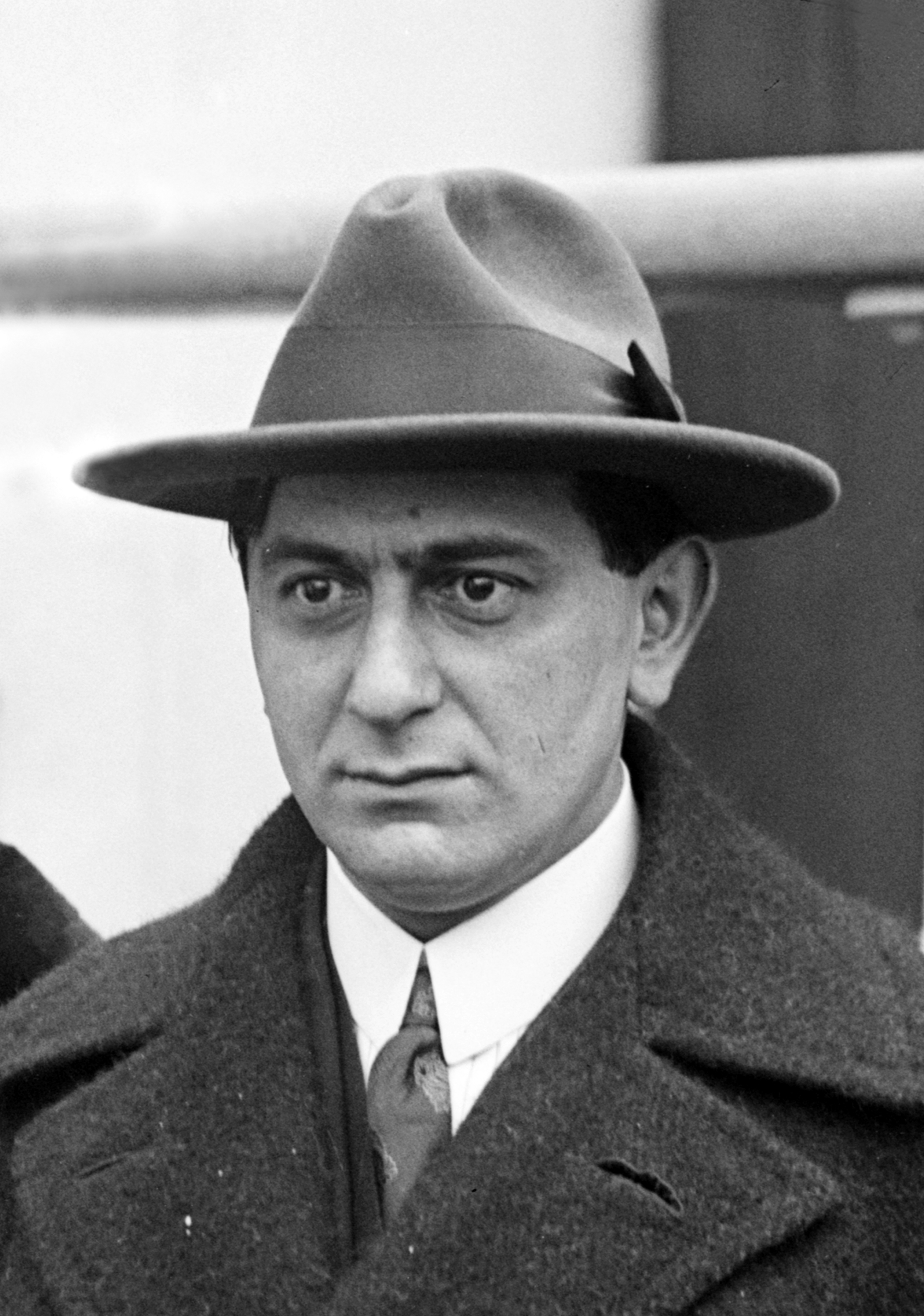
Der 1922 eingewanderte Ernst Lubitsch war einer der bedeutendsten amerikanischen Filmregisseure der 1920er bis 1940er Jahre.

- 1921 – William Wyler (1902–1981), Filmregisseur
- 1922 – Ernst Lubitsch (1892–1947), Filmregisseur
- 1923 – Otto Kuhler (1894–1977), Industriedesigner
- 1924 – Sig Ruman (1884–1967), Schauspieler
- 1924 – Rudolf Scheffler (1884–1973), Maler und Grafiker
- 1925 – Uta Hagen (1919–2004), Bühnenschauspielerin
- 1926 – Paul Mattick (1904–1981), politischer Schriftsteller
- 1926 – Friedrich Wilhelm Murnau (1888–1931), Filmregisseur
- 1927 – Erich Pommer (1889–1966), Filmproduzent
- 1928 – Fritz Julius Kuhn (1896–1951), nationalsozialistischer Politiker
- 1929 – Felix Schlag (1891–1974), Designer
- 1930 – William Dieterle (1893–1972), Filmregisseur
- 1930 – Marlene Dietrich (1901–1992), Filmschauspielerin
- 1930 – Karen Horney (1885–1952), Psychoanalytikerin
- 1931 – Hanya Holm (1893–1992), Choreografin
- 1932 – Albert Einstein (1879–1955), Physiker

### 1933–1938
1933
- Josef Albers (1888–1976), Maler
- Kurt Bernhardt (1899–1981), Filmregisseur
- James Franck (1882–1964), Physiker
- Walter Fuchs (1891–1957), Chemiker
- George Grosz (1893–1959), Maler
- Eduard Heimann (1889–1967), Wirtschafts- und Sozialwissenschaftler
- Otto Klemperer (1885–1973), Dirigent
- Hertha Kraus (1897–1968), Sozialwissenschaftlerin
- Kurt Rosenfeld (1877–1943), Politiker
- Eugen Rosenstock-Huessy (1888–1973), Rechtshistoriker, Soziologe
- William Stern (1871–1938), Psychologe, Begründer der Differenziellen Psychologie
- Paul Tillich (1886–1965), protestantischer Theologe

1934

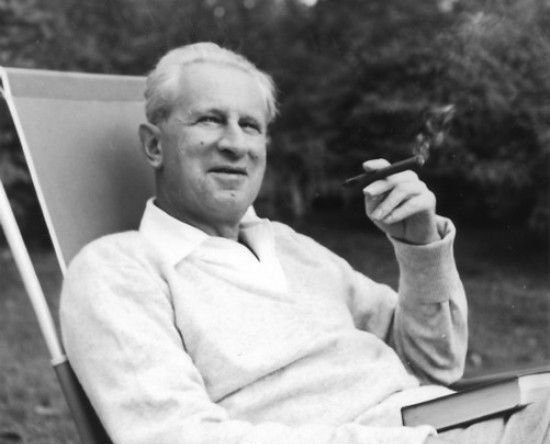
Der Philosoph Herbert Marcuse im Jahre 1955. Marcuse lehrte zu diesem Zeitpunkt an der Brandeis University in Massachusetts.

- Erich Fromm (1900–1980), Psychoanalytiker
- Max Horkheimer (1895–1973), Philosoph
- Friedrich Kessler (1901–1998), Jurist
- Carl Landauer (1891–1983), Wirtschaftswissenschaftler
- Herbert Marcuse (1898–1979), Philosoph
- Rudolf Schindler (1888–1968), Mediziner
- Gerhart Seger (1896–1967), Politiker, Publizist
- Hans Simons (1893–1972), Politikwissenschaftler
- Hans Staudinger (1889–1980), Politiker, Wirtschaftswissenschaftler
- Karl August Wittfogel (1896–1988), Soziologe
- Billy Wilder (1906–2002), Filmregisseur

1935
- Hans Bethe (1906–2005), Physiker
- Rudolf Carnap (1891–1970), Philosoph
- Rudolf Katz (1895–1961), Politiker
- Kurt Weill (1900–1950), Komponist
- Luise Rainer (1910–2014), Bühnen- und Filmschauspielerin

1936
- Käte Frankenthal (1889–1976), Ärztin, Politikerin
- Karl Korsch (1886–1961), marxistischer Philosoph
- Henry Koster (1905–1988), Filmregisseur
- Günther Anders (1902–1992), Sozialphilosoph
- Gabriel Steiner (1883–1965), Mediziner, Neurologe

1937
- Max Brauer (1887–1973), Politiker
- Max Delbrück (1906–1981), Biophysiker
- Albert Grzesinski (1879–1947), Gewerkschafter, Preußischer Innenminister
- Walter Gropius (1883–1969), Architekt
- Erika Mann (1906–1959), Schriftsteller
- Ludwig Mies van der Rohe (1886–1969), Architekt
- Arthur Rosenberg (1889–1943), Historiker, Politiker
- Reinhold Schünzel (1888–1954), Filmregisseur
- Detlef Sierck (1897–1987), Filmregisseur
- Wilhelm Sollmann (1881–1951), Journalist, Politiker
- Ernst Toller (1893–1939), Schriftsteller

1938

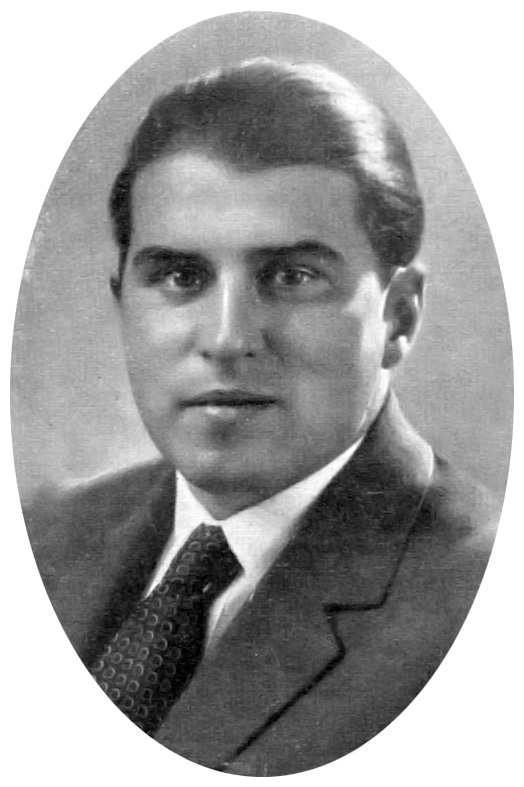
Der deutsche Schriftsteller Carl Zuckmayer musste nach dem deutschen Einmarsch 1938 aus Österreich fliehen, weil seine Mutter aus einer jüdischen Familie stammte.

- Gretel Adorno (1902–1993), Chemikerin, Unternehmerin

- Theodor W. Adorno (1903–1969), Philosoph, Soziologe, Komponist

- Albert Bassermann (1867–1952), Schauspieler
- Oskar Maria Graf (1894–1967), Schriftsteller
- Alexander Granach (1890–1945), Schauspieler
- Fritz Karsen (1885–1951), Schulreformer
- Henry Kissinger (1923–2023), Politiker
- Lotte Lehmann (1888–1976), Opernsängerin
- Klaus Mann (1906–1949), Schriftsteller
- Thomas Mann (1875–1955), Schriftsteller
- Karl Wilhelm Meissner (1891–1959), Physiker
- Grete Mosheim (1905–1986), Bühnen- und Filmschauspielerin
- Richard Oswald (1880–1963), Filmregisseur
- Lily Pringsheim (1887–1954), Politikerin
- Leo Reuss (1891–1946) Schauspieler
- Will Schaber (1905–1996), Journalist, Publizist
- Carl Zuckmayer (1896–1977), Schriftsteller

### 1939–1945
1939
- Adolf Busch (1891–1952), Violinist
- Ossip K. Flechtheim (1909–1998), Politikwissenschaftler
- Ernst Fraenkel (1898–1975), Politikwissenschaftler
- Hugo Heimann (1859–1951), Politiker
- George L. Mosse (1918–1999), Historiker
- Erich Maria Remarque (1898–1970), Schriftsteller
- Robert Siodmak (1900–1973), Filmregisseur
- Bruno Walter (1876–1962), Dirigent

1940
- Rudolf Arnheim (1904–2007), Filmtheoretiker
- Hermann Budzislawski (1901–1978), Journalist, Medienwissenschaftler
- Max Frankel (1930–2025), Journalist
- Arcadius Rudolf Lang Gurland (1904–1979), Politikwissenschaftler
- Ernst Hamburger (1890–1980), Politiker
- Paul Hindemith (1895–1963), Komponist
- Emil Kirschmann (1888–1949), Politiker
- Heinrich Mann (1871–1950), Schriftsteller
- Siegfried Marck (1889–1957), Philosoph
- Herbert (1896–1983) und Elsbeth Weichmann (1900–1988), Politiker und Politikerin
- Franz Werfel (1890–1945), Schriftsteller
- Dietrich von Hildebrand (1889–1977), katholischer Philosoph

1941
- Hannah Arendt (1906–1975), Philosophin
- Georg Bernhard (1875–1944), Publizist
- Bertolt Brecht (1898–1956), Schriftsteller
- Max Ernst (1891–1976), Maler
- Gustav Ferl (1890–1970), Politiker
- Lion Feuchtwanger (1884–1958), Schriftsteller
- Norbert Mühlen (1909–1981), Publizist
- Walter Oettinghaus (1883–1950), Gewerkschafter, Politiker
- Georg Reinbold (1885–1946), Politiker
- Rosi Wolfstein (1888–1987), Politikerin

1943
- Klaus Fuchs (1911–1988), Kernphysiker

1945
- Wernher von Braun (1912–1977), Raketeningenieur
- Lilli Palmer (1914–1986), Filmschauspielerin
- Arthur Rudolph (1875–1955), Raketeningenieur

### 1946–2000
- 1946 – Alexander Lippisch (1894–1976) Flugzeugkonstrukteur
- 1946 – Fritz Baade (1893–1974), Wirtschaftswissenschaftler, Politiker
- 1946 – Fritz Perls (1893–1970), Psychoanalytiker, Gestalttherapeut
- 1947 – Max Beckmann (1884–1950), Maler
- 1947 – Hubertus Strughold (1898–1986) Luftfahrtmediziner
- 1947 – Ulrich Cameron Luft (1910–1991) Physiologe und Hochschullehrer
- 1950 – Richard Exner (1929–2008), Literaturwissenschaftler und Lyriker
- 1953 – Harry Groener (* 1951), Fernsehdarsteller
- 1953 – Peter Max (* 1937), Maler
- 1957 – Sigi Schmid (1953–2018), Fußballtrainer
- 1959 – Horst Saalbach (* 1938), Top-Manager und Präsident der Firma Festo-USA
- 1959 – Eric Braeden (* 1941), Fernsehdarsteller
- 1962 – Margot Scharpenberg (1924–2020), Dichterin und Schriftstellerin
- 1964 – Elke Sommer (* 1940), Filmschauspielerin
- 1967 – Reinhard Lettau (1929–1996), Schriftsteller
- 1967 – Simon Ungers (1957–2006), Architekt
- 1968 – Peter Thiel (* 1967) Informatiker und Investor
- 1974 – Elisabeth Röhm (* 1973), Fernsehdarstellerin
- 1975 – Andreas von Bechtolsheim (* 1955), Informatiker und Unternehmer
- 1989 – Armin Mueller-Stahl (* 1930), Schauspieler
- 1991 – Udo Kier (* 1944), Filmschauspieler[3]
- 1993 – Heidi Klum (* 1973), Model
- 1994 – David D. Stern (* 1956), Maler
- 1995 – Werner Herzog (* 1942), Filmregisseur
- 1998 – Jürgen Klinsmann (* 1964) Fußballspieler und -trainer

## Seit 2001
- 2004 – Konny Reimann (* 1955), Unternehmer
- 2005 – Cornelia Funke (* 1958), Schriftstellerin
- 2008 – Klaus Kleinfeld (* 1957), Manager
- 2011 – Jordan Carver (* 1986), Foto- und Glamour-Model
- 2011 – Karl-Theodor zu Guttenberg (* 1971), ehemaliger Politiker